# Natalie Jeremijenko
Natalie Jeremijenko (Austràlia, 1966) és una tecnoartista i enginyera australiana, que viu entre Nova York i San Diego. En els seus projectes artístics utilitza les últimes tecnologies per desenvolupar alternatives per a un futur tecnològic i generar una crítica institucional. El seu objectiu és demostrar el poderós paper que la tecnologia té en la cultura contemporània: guia les nostres accions, dirigeix les nostres opinions i dramatitza les nostres vides.
Utilitzant robòtica, enginyeria genètica i digital, electromecànica i sistemes interactius per visualitzar dades i facilitar sistemes naturals, crea experiments en l'espai públic a gran escala, ‘"espectacles de participació", vídeo i instal·lacions multimèdia. Els seus aparells es basen en una "arquitectura de la reciprocitat", en contrast amb les tecnologies que condueixen a un monitoratge complet i a un poder i control asimètrics.